# Aidan Denholm
Aidan Denholm (East Calder, 9 novembre 2003) è un calciatore scozzese, centrocampista del Ross County, in prestito dagli Hearts.

## Carriera

### Club
Prodotto del settore giovanile degli Hearts, cui si aggrega all'età di 8 anni, esordisce in prima squadra nel 2021 in coppa di lega. 
Dopo alcuni prestiti nelle serie inferiori scozzesi, Denholm venne scartato dall'allora tecnico degli Hearts Robbie Neilson. Mentre era in procinto di trasferirsi al club inglese del Wigan, fu richiamato dal nuovo allenatore Steven Naismith.
Denholm chiuse la stagione 2023-2024 con 23 presenze totali. Nella stagione seguente viene ceduto in prestito al Ross County.

### Nazionale
Ha esordito con la casacca della rappresentativa Under-21 scozzese il 17 novembre 2023, durante l'incontro valido per le qualificazioni all'Europeo contro i pari età del Belgio.